# Maggie Smith

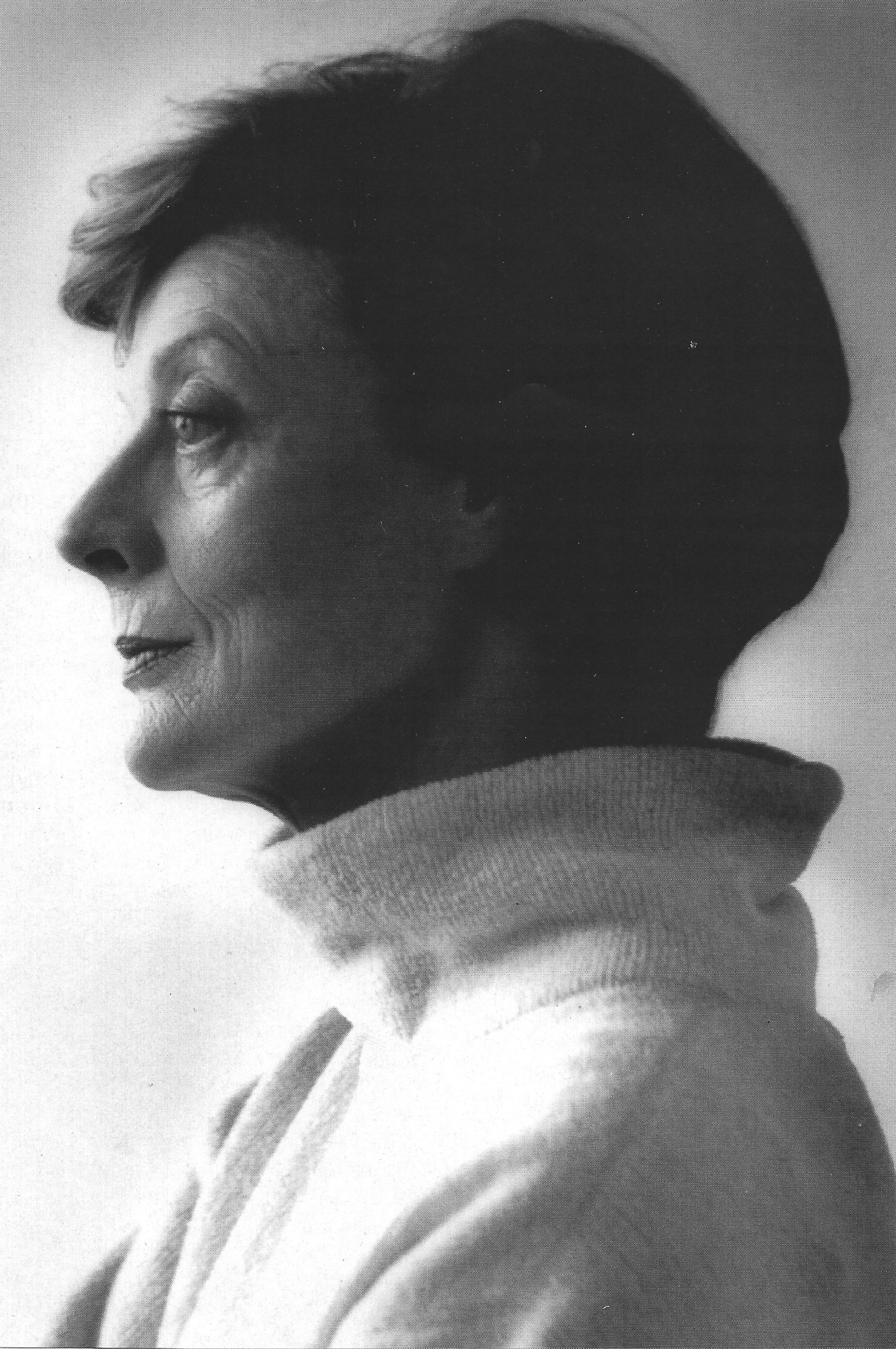
Maggie Smith (1995)

Dame Margaret Natalie „Maggie“ Smith, CH, DBE (* 28. Dezember 1934 in Ilford; † 27. September 2024 in London) war eine britische Schauspielerin. Sie zählte zu den gefragtesten Bühnen- und Filmdarstellerinnen ihrer Generation und war in mehr als 60 Theaterstücken sowie in über 80 Kino- und Fernsehproduktionen zu sehen.
Einen Namen machte sich Smith vor allem durch ihre Darstellung exzentrischer Figuren wie der Titelheldin in Die besten Jahre der Miss Jean Brodie (1969), der verhärmten Jungfer in Zimmer mit Aussicht (1985), der unselbständigen Gräfin in Robert Altmans Gosford Park (2001) oder der Mutter Oberin in den Sister-Act-Filmkomödien (1992/93). Anfang des 21. Jahrhunderts wuchs ihre Bekanntheit durch die Mitwirkung als Minerva McGonagall in den Verfilmungen der populären Kinder- und Jugendbuchreihe Harry Potter (2001–2011). Einem weltweiten Publikum rief sie sich auch als Violet Crawley in der britischen Fernsehserie Downton Abbey (2010–2015) in Erinnerung.
Neben zwei Oscars erhielt Smith für ihre Schauspielleistungen einen Tony Award, vier Emmys, fünf BAFTA- und drei Golden Globe Awards. Darüber hinaus wurde sie 1990 von Königin Elisabeth II. in den Ritterstand erhoben und 2014 zum Companion of Honour ernannt.

## Leben

### Kindheit und Jugend
Maggie Smith wurde 1934 in der englischen Grafschaft Essex nordöstlich von London geboren. Ihre Mutter Margaret Hutton Little (1896–1976) war eine Schottin aus Glasgow und arbeitete als Sekretärin, ihr Vater Nathaniel Smith (1902–1991) kam aus dem englischen Newcastle upon Tyne und war Pathologe. Sie wuchs mit zwei sechs Jahre älteren Brüdern auf; von den Zwillingen lebt einer in den Vereinigten Staaten, der andere ist verstorben. Als Jugendliche las sie viel; später sagte sie, ihre Brüder hätten sie am stärksten beeinflusst, da sie kreativ waren und zur Verblüffung der Eltern eine Architektenschule besuchten.
Im Hochsommer 1939, Maggie Smith war vier Jahre alt, zog die Familie nach Oxford. Man befürchtete Bombardierungen durch die deutsche Luftwaffe und hielt Oxford für sicherer. Smiths Vater arbeitete als Pathologe an der dortigen Universität. Sie wurde wenig später an der Oxford High School für Mädchen aufgenommen. Smith konnte sich jedoch für eine akademische Ausbildung nicht erwärmen und verließ die Schule mit 16 Jahren, um der Oxford Playhouse School beizutreten. Ihre Mutter dachte, dass Maggie mit ihrem Aussehen nie Schauspielerin werden würde. Doch sie begann, am Theater zu arbeiten, und bald wurde sie Assistant Stage Manager.

### Bühnendebüt
Nach Auftritten in Children In Uniform bei den Chegwell Players und in The Pick-Up Girl am Playhouse folgte 1952 ihr professionelles Bühnendebüt als Viola für die Oxford University Dramatic Society in William Shakespeares Komödie Was ihr wollt. Bald schon avancierte sie zur umjubelten Schauspielerin in Oxford. „Wollte man Erfolg mit einer Universitätsshow, versuchte man, Margaret Smith für die Besetzung zu gewinnen“, so der Theaterregisseur Ned Sherrin.
In den folgenden vier Jahren erweiterte Smith ihren Horizont in verschiedenen Theaterproduktionen, darunter He Who Gets Slapped, Rookery Nook und Cinderella. In dieser Zeit feierte sie ihre größten Erfolge aber in Varieté-Revuen, auch beim Edinburgh Theatre Festival, und gab am New Watergate Theatre in Oxford Accents ihr Debüt auf der Londoner Bühne. Der US-amerikanische Produzent Leonard Sillman wurde während einer Show auf Smith aufmerksam und holte sie mit der Revue New Faces of 1956 an das New Yorker Ethel Barrymore Theatre, womit sie ihr Broadway-Debüt gab. Sie bewies auch dort ihr Talent und war bald als singende Komödiantin bekannt.
In den folgenden Jahren erhöhte sich Smiths Bekanntheitsgrad. Sie arbeitete regelmäßig in London, war in der Revue Share My Lettuce (1957) im Hammersmith Theatre und in The Stepmother (1958) im St. Martin’s Theatre zu sehen und bekam Engagements im angesehenen Old Vic Theatre, wo sie in den Shakespeare-Stücken Richard II., Wie es euch gefällt und in Die lustigen Weiber von Windsor (1959/60) auftrat. 1963 gab Smith in dem Theaterstück Mary, Mary ihr Debüt im Londoner West End, für das sie als vielfältigste Varietébühnenschauspielerin des Jahres geehrt wurde. Bereits im Jahr zuvor hatte sie für The Private Ear and The Public Eye (1962) den Evening Standard Award erhalten.
Daraufhin war sie festes Ensemblemitglied von Laurence Oliviers neuer Royal National Theatre Company geworden, mit der sie in aufwendigen Produktionen wie Othello oder Henrik Ibsens Baumeister Solness (beide 1964) zu sehen war. Das Repertoire-System am National Theatre empfand sie als hilfreich, da es ihrer Ansicht nach den Schauspieler „frisch“ hielt.

### Schauspielkarriere

#### Durchbruch im Jahr 1956
Smiths Filmkarriere begann 1956, als sie in einer kleinen Rolle als Partygast in Eric Portmans Film Child in the House zu sehen war. Zwei Jahre später hatte sie einen kleinen Part in dem Krimidrama Gejagt, für das sie eine Nominierung für den British Film Academy Award als vielversprechendste Nachwuchsdarstellerin erhielt. Parallel dazu kehrte sie immer wieder auf die Bühne zurück, wo sie über Jahrzehnte große Erfolge feierte.

#### 1960er-Jahre
1962 gewann Smith die Gunst des männlichen Publikums, als sie in Michael Trumans Krimikomödie Diebe haben Vorfahrt neben Daniel Massey als verführerische Chantal zu sehen war. Ein Jahr später, als sie Mitglied der National Theatre Company wurde, bekam sie auch größere Filmrollen. Sie spielte in Anthony Asquiths Melodram Hotel International (1963) die schüchterne, liebeshungrige Miss Mead, die ihren Chef vor dem finanziellen Ruin bewahren möchte. Zum Ensemble gehörten hochkarätige Schauspielkollegen wie Elizabeth Taylor, Richard Burton und Margaret Rutherford. Für ihre Leistung wurde Smith 1964 als beste Nachwuchsdarstellerin für einen Golden Globe Award nominiert. Im folgenden Jahr spielte sie als quirlige Philpott in Jack Claytons preisgekröntem Drama Schlafzimmerstreit (1964), in dem sie mit Anne Bancroft um die Gunst Peter Finchs buhlte.
Smiths nächster Film war Cassidy, der Rebell (1965), der auf dem autobiografischen Werk des irischen Schriftstellers Seán O’Casey basierte. Cassidy wurde von Rod Taylor verkörpert, der mit der jungen Julie Christie vor der Kamera stand. Doch gerade die Beziehung zu Smiths Figur Nora, einer förmlichen Buchverkäuferin, war es, die herausstach. Für ihre Leistung wurde sie als beste britische Schauspielerin erneut für den British Film Academy Award nominiert.
1965 erntete Smith als Schauspielerin erstmals auch internationalen Ruhm. Als Desdemona in Laurence Oliviers Othello lieferte sie eine außergewöhnliche Schauspielleistung ab. Es wurde berichtet, dass der notorisch unsichere und manipulierende Olivier geschworen habe, nie mehr mit Smith zu arbeiten. Ähnliches berichtete ihr Schauspielkollege Derek Jacobi über sie: „Mit jemandem wie Maggie Smith auf der Bühne zu stehen, ist nur vergleichbar mit der Geschwindigkeit eines Blitzes. Das ist eine Lektion für sich selbst. Es sei denn, Sie können mithalten. Wenn nicht, sind Sie verloren.“ Für die Rolle wurde für sie als beste Nebendarstellerin das erste Mal für einen Oscar nominiert.
Die Komöde Venedig sehen – und erben … (1967) und Das Millionending (1968) folgten. Während dieser Zeit blieb Smith dem Theater treu und war im Old Vic Theatre und später am National Theatre unter der Regie von Ingmar Bergman in Henrik Ibsens Drama Hedda Gabler (1970) sowie in dem Stück Trelawney of the Wells zu sehen. Ab 1968 spielte sie auch dreimal in Filmen mit Peter Ustinov. Auf Das Millionending folgten zwei Kriminalverfilmungen nach Agatha Christie, Tod auf dem Nil (1978) und Das Böse unter der Sonne (1982).

#### 1970er-Jahre

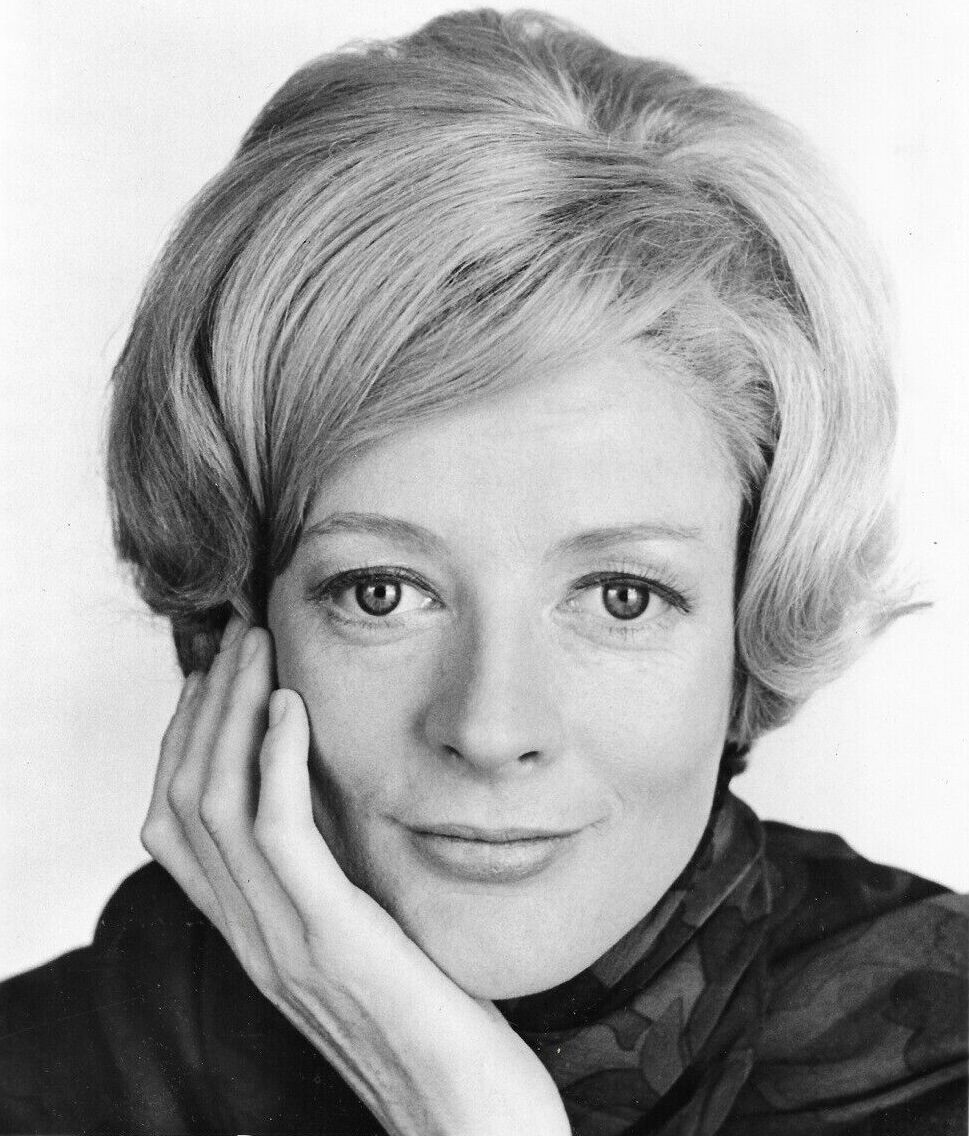
1970

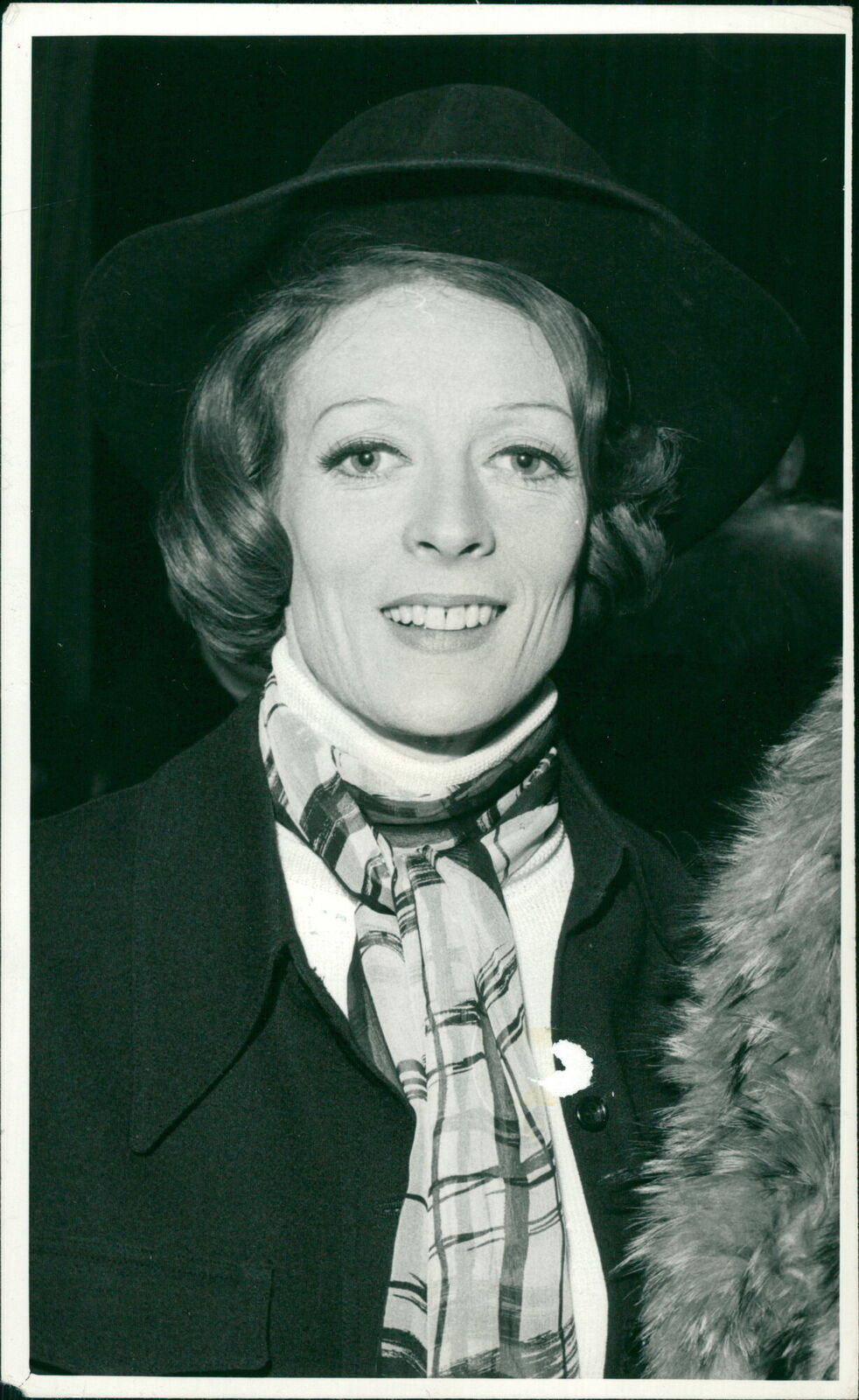
Dame Maggie Smith 1973

Mit mittlerweile zwei Kindern begann Smith ihr Arbeitspensum zu vermindern, was ihre starke Leinwandpräsenz jedoch nicht beeinträchtigte. 1969 spielte sie eine ihrer beeindruckendsten Rollen als Lehrerin an einer Edinburgher Mädchenschule in Die besten Jahre der Miss Jean Brodie, der auf Muriel Sparks gleichnamigem Roman basierte. Mit dem Part der liberalen, engagierten und naiven Titelheldin, die ihren Schülerinnen Liebe, Politik und Kunst näher bringt, feierte sie ihren größten Erfolg; sie wurde 1970 mit dem Oscar als beste Hauptdarstellerin sowie mit ihrem ersten British Film Academy Award ausgezeichnet. Ihre nächste Rolle war die der sexgierigen Sängerin in Richard Attenboroughs Oh! What a Lovely War (1969). Ein weiteres Mal erhielt sie eine Oscar-Nominierung als beste Hauptdarstellerin für ihr Porträt der extravaganten Tante Augusta, die einen einfältigen jungen Banker auf eine verrückte Reise durch ganz Europa führt (Reisen mit meiner Tante, 1972).
Die Schauspielerei beschrieb Maggie Smith rückblickend als „süchtigmachend“ und „aufregend“. Ihre Reserve an Energie und Lust sei aber bald aufgebraucht gewesen. Sie selbst empfand den Druck am stärksten, als sie sich der Rolle der Kritiker bewusst wurde und der Wichtigkeit, eine gute Rezension zu bekommen. Der Oscar-Gewinn für den Part der Jean Brodie habe daher für sie keinen Unterschied bedeutet. „Ich habe nicht über Filme nachgedacht […] Ich war immer im Theater“, so Smith.
Nach einer Reihe beruflicher Enttäuschungen verließ sie 1971 das Royal National Theatre. Smiths Karriere wurde auch durch die Ehe mit Robert Stephens belastet. Ihr erster Ehemann sei labil und dem Alkohol zugetan gewesen, weshalb sie diese Ehe später auch als „sehr, sehr turbulent“ beschrieb. „Er war eine geisteskranke Person, aber er war ein hervorragender Schauspieler.“ Die Ehe endete 1974. Zu dieser Zeit tourten Smith und ihr Mann zusammen mit John Gielguds Theaterproduktion Private Lives durch die USA. Als sie in Los Angeles gastierten, sah man den seelischen Stress, den Smith litt, ihrem Spiel an. Sie quälte sich und zeigte „alle Ticks und nervöse Affektiertheiten“. Stephens verließ noch in Los Angeles die Schauspieltruppe und damit war auch die Ehe mit Smith beendet.
Danach glätteten sich die Wogen in ihrem Privatleben wieder. 1975 heiratete sie ihre Jugendliebe Beverley Cross. Cross war ein bekannter Bühnenschriftsteller, der auch Drehbücher für Abenteuer- und Historienfilme verfasste. Smith sagte über die Beziehung: „Beverley (Cross) hat einen wundervoll beruhigenden Einfluss auf mich und meine Arbeit gehabt; er machte mein Leben möglich und einfach in einer Art und Weise, wie ich es nie gewohnt war.“ In dem Gefühl, dass sich die britischen Kritiker gegen sie gerichtet hatten, zog Smith mit ihrem zweiten Mann und den beiden Söhnen aus erster Ehe nach Ontario in Kanada und später nach New York City, wo Katharine Hepburn und Stephen Sondheim ihre Nachbarn waren. „Ich war verdammt schlecht, die Kritiker waren im Recht. Mein Leben war in Unordnung. Alles war unmöglich“, so Smith.
1976 kehrte Smith als Schauspielerin auf die Kinoleinwand zurück. Sie war in der Krimiparodie Eine Leiche zum Dessert als Partnerin von David Niven zu sehen. Ihre Rollen spielten auf die Helden der Serie Der dünne Mann an. In Stratford (Ontario) wurde Smith die nächsten vier Jahre permanentes Ensemblemitglied am Festival Theatre um den britischen Regisseur Robin Phillips. Die Theaterarbeit vereinfachte sich dadurch und sie spielte große klassische Rollen, die sie an britischen Theatern nie angeboten bekommen hatte, darunter die Lady Macbeth oder die Kleopatra. „Es ist eben sehr viel einfacher mit dem gleichen Team von Leuten von Stück zu Stück zu arbeiten, und für mich war Stratford, Ontario, wie ein Neubeginn. Meine erste Ehe war am Ende, ich gab eine schreckliche Leistung in ‚Private Lives‘ und jeder hatte über Maggie Smiths Eigenarten geschrieben, und da plötzlich, dank Robin (Phillips), war die Chance in einem vollständig neuen Team von Leuten zu beginnen, die nicht die Nase voll von mir hatten […] Ich war in der Lage, als Schauspielerin Dinge zu riskieren, neue Richtungen zu beschreiten“, so Smith.
1978 war sie gemeinsam mit Michael Caine in dem Spielfilm Das verrückte California-Hotel zu sehen. Dabei handelt es sich um eine clevere, teilweise auch sehr grausame Komödie, die vier verschiedene Geschichten aus vier verschiedenen Zimmern eines Hotels in Beverly Hills erzählte. Im Gegensatz zu ihrer Rolle als Diana Barrie, einer hoch belasteten britischen Schauspielerin, die in der Oscar-Nacht leer ausgeht, gewann Maggie Smith ihren zweiten Oscar, diesmal als beste Nebendarstellerin. Zwischenzeitlich stand sie im Phoenix Theatre in dem Stück Night and Day in New York auf der Bühne. Dafür erhielt sie eine Nominierung für den Tony Award, den wichtigsten US-amerikanischen Theater- und Musicalpreis.

#### 1980er-Jahre
Nach vier Jahren kehrte sie 1981 auf die Bühne des Londoner West End zurück. Schon ihre erste Rolle als Virginia Woolf in Edna O’Briens Theaterstück Virginia brachte ihr ein Jahr später einen weiteren Evening Standard Award als beste Theaterdarstellerin ein. Von diesem Zeitpunkt an beherrschte Smith jede Produktion und kehrte regelmäßig zum Film zurück. Sie war als lustige Lady Ames beim Verführen des naiven Michael Palin in Der Missionar (1982) zu sehen sowie als ambitionierte Fischersfrau Joyce Chilvers in Malcolm Mowbrays Komödie Magere Zeiten – Der Film mit dem Schwein (1984), für die sie erneut mit einem BAFTA als beste Hauptdarstellerin ausgezeichnet wurde.
Ein weiterer Erfolg für Smith war 1986 die Rolle der verhärmten Jungfer Charlotte Bartlett in James Ivorys romantischer Komödie Zimmer mit Aussicht, für die sie einen Golden Globe und einen BAFTA Award entgegennehmen durfte und eine weitere Oscar-Nominierung als beste Nebendarstellerin erhielt. Es folgte ein erneuter BAFTA-Gewinn für Jack Claytons Melodram Die große Sehnsucht der Judith Hearne (1987), in dem sie eine Frau verkörpert, die im Dublin der 1950er-Jahre ihr Auskommen als Klavierlehrerin bestreitet. Smiths Figur verliebt sich in einen schmierigen Hotelbesitzer, der beschließt, sie so gut er kann auszunutzen. Auch in Alan Bennetts Talking-Heads-Monologen überzeugte sie. 1999 arbeitete Smith in The Lady in the Van erneut mit Bennett zusammen.
Der Dramatiker Peter Shaffer widmete Smith zum Geburtstag das Theaterstück Lettice and Lovage, mit dem sie von 1987 bis 1988 in London auftrat. 1990 ging sie mit der Produktion nach New York ins Ethel Barrymore Theater, wo sie 34 Jahre zuvor zum ersten Mal auf der Bühne gestanden hatte. Ihre Darstellung wurde mit ihrem einzigen Tony Award ausgezeichnet.

#### Ab 1990

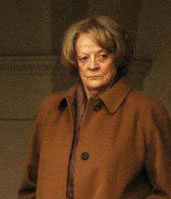
Maggie Smith bei den Dreharbeiten zu Capturing Mary (2007)

Anfang der 1990er-Jahre folgte Smith vermehrt Filmangeboten aus Hollywood. Sie spielte 1992 in Steven Spielbergs Hook die gealterte Wendy Darling, die dem ahnungslosen Peter Pan seine Vergangenheit näherbringt. Außerdem verkörperte sie die Mutter Oberin in den Whoopi-Goldberg-Filmen Sister Act (1992) und Sister Act 2 (1993) und übernahm 1996 neben Bette Midler, Goldie Hawn und Diane Keaton einen kleinen Part in der Tragikomödie Der Club der Teufelinnen (1996) als Dame der feinen New Yorker Gesellschaft.
Smith beschäftigte sich weiterhin mit bedeutungsvollen Kinoproduktionen, beispielsweise war sie in Ian McKellens Richard III. (1995) zu sehen und in Franco Zeffirellis Tee mit Mussolini (2000). Sie wirkte auch in Kostümdramen wie Robert Altmans britischem Sittengemälde Gosford Park mit, in dem sie 2002 als geschwätzige, unselbstständige und immerwährend hungrige Gräfin Constance Trentham brillierte und mit einer weiteren Oscar-Nominierung gewürdigt wurde.
2001 spielte Smith im ersten Teil der Harry-Potter-Serie die Professorin Minerva McGonagall, die Kinder in einer Schule für Hexerei und Zauberei unterrichtet. Neben Alan Rickman und Robbie Coltrane war Smith die einzige, die von der Autorin Joanne K. Rowling persönlich gebeten wurde, eine Rolle in ihrer Buchverfilmung Harry Potter und der Stein der Weisen zu übernehmen. Smith wurde auch in allen anderen Teilen Die Kammer des Schreckens (2002), Der Gefangene von Askaban (2004), Der Feuerkelch (2005), Der Orden des Phönix (2007), Der Halbblutprinz (2009) sowie Teil 2 der Heiligtümer des Todes (2011) besetzt.
Ein weiterer Höhepunkt im Londoner Theaterleben war Smiths Auftritt neben Judi Dench in David Hares Zweipersonenstück The Breath of Life (2002) als mondäne Madeline, die in ihrem Haus auf der Isle of Wight die Schriftstellerin und Ehefrau ihres ehemaligen Geliebten empfängt. Die beiden Grande Dames des britischen Theaters und Kinos waren auch gemeinsam in den Spielfilmen Der Duft von Lavendel (2004) und Best Exotic Marigold Hotel (2011) zu sehen.
Noch vor den Harry-Potter-Filmen agierte Smith in der US-amerikanischen Komödie Die göttlichen Geheimnisse der Ya-Ya-Schwestern (2002), in der eine Frau ein aufschlussreiches Tagebuch von ihrer exzentrischen Mutter bekommt. Die Besetzung bestand neben Smith aus Sandra Bullock, Ashley Judd und Ellen Burstyn. In dem amerikanischen Fernsehfilm Mein Haus in Umbrien (2003) übernahm sie die Hauptrolle der liebeshungrigen und alkoholabhängigen Schriftstellerin Emily Delahunty, die durch ein verwaistes kleines Mädchen neuen Lebensmut schöpft. Dies brachte ihr 2004 den US-amerikanischen Fernsehpreis Emmy ein. 2011, 2012 und 2016 erhielt Smith für ihre Darstellung der verwitweten Countess of Grantham in Julian Fellowes’ britischer Fernsehserie Downton Abbey drei weitere Emmys. In ihrer letzten Rolle war sie 2023 im Film The Miracle Club zu sehen.
Obwohl sie das Theater nach wie vor sehr liebte, fürchtete Smith, nach einer Krebserkrankung nicht mehr genügend Kraft für weitere Bühnenprojekte aufbringen zu können. Umso überraschender war die Ankündigung im Februar 2019, dass sie für sechs Wochen in Christopher Hamptons Stück A German Life (2019) im Londoner Bridge Theatre in der Rolle der Nazi-Sekretärin Brunhilde Pomsel auf die Bühne zurückkehren würde. Das Stück besteht aus einem rund 100-minütigen Monolog über Pomsels Leben. Für diese Darstellung wurde sie mit dem sechsten Evening Standard Theatre Award geehrt.
2023 war sie eines der Werbegesichter für das Modeunternehmen Loewe.

### Spiel und Erfolge
Maggie Smiths Spiel lebte von einer Balance aus Intensität und Humor. Ihr Stimmumfang, ihre Bühnentechnik und präzises Timing ermöglichten es ihr, sowohl in komödiantischen als auch dramatischen Rollen Verwundbarkeit zu demonstrieren. Ihre langsame, präzise, aber näselnde Stimme war zu Beginn ihrer Karriere von dem Kritiker Caryl Brahms noch mit dem Geräusch einer erdrosselten Taube verglichen worden. Der Dramatiker Alan Bennett (Talking Heads, The Lady in the Van) hob ihr Talent hervor, dass sie innerhalb eines Satzes von Komödie zur Tragödie wechseln könne. Laut Regisseur Anthony Page war ihr Verstand messerscharf, sobald man mit ihr arbeite. „Sie ist unermüdlich in ihrer Suche nach Perfektion. Sie arbeitet so lange an einer Figur, bis sie sie richtig erfasst hat“, so Page über Smith.
1993 wurde sie von der British Academy of Film and Television Arts (BAFTA) mit einem Spezialpreis für ihr Lebenswerk geehrt, drei Jahre später mit der Academy Fellowship, dem Ehrenpreis der BAFTA, ausgezeichnet.
Ihre zahlreichen Theaterrollen spielte sie sowohl in Komödien als auch in Dramen, darunter in Werken von William Shakespeare, George Farquhar, Henrik Ibsen, Anton Tschechow, Noël Coward, Neil Simon oder Edward Albee. Zeitgenössische Dramatiker wie Alan Bennett (Talking Heads, The Lady in the Van) oder Peter Shaffer (Lettice and Lovage) schrieben ihr Rollen auf den Leib. 1994 wurde sie in die Theatre Hall of Fame aufgenommen. Trotz Vergleichen mit Judi Dench, Vanessa Redgrave oder Diana Rigg gilt Smith nicht als geradlinige klassische Schauspielerin, sondern in erster Linie als hervorragende Komödiendarstellerin, die bevorzugt Rollen in Originalstücken wie Alan Bennetts The Lady in the Van (2000) verkörperte. „[…] es ist entsetzlich, wenn Sie Rollen übernehmen, in denen andere Leute triumphiert haben“, so Smith. 2010 wurde sie in einer Umfrage des britischen Branchenmagazins The Stage hinter Judi Dench auf Platz zwei der „besten britischen Theaterschauspieler aller Zeiten“ gewählt.
1970 wurde Smith von der britischen Königin Elisabeth II. zum Commander of the Order of the British Empire (CBE) ernannt und 1990 zur Dame Commander of the British Empire (DBE) erhoben. 1991 erhielt sie in Hamburg den Shakespeare-Preis der Alfred-Toepfer-Stiftung. Auch verfügte sie über einen Stern auf der Londoner Avenue of Stars und ihr wurden die Ehrendoktorwürden der Universitäten von St Andrews und Cambridge zuteil. 2014 wurde sie von der britischen Königin zum Companion of Honour ernannt.

### Privatleben
Außerhalb der Theaterbühne und des Filmsets galt Smith als sehr scheu. Sie gab selten Interviews und hatte im Gegensatz zu ihrer Schauspielkollegin Judi Dench nur eine Schirmherrschaft für das Oxford Playhouse übernommen, an dem sie ihre Schauspielkarriere begonnen hatte. Bereits Anfang der 1970er-Jahre urteilte ein Kritiker, dass Smith mit diesem Verhalten im Widerspruch zur großen englischen Theaterschauspielerinnentradition lebe, deren Erbin sie sei.
Maggie Smith war von 1967 bis 1975 mit dem Schauspieler Robert Stephens verheiratet und von 1975 bis zu dessen Tod 1998 mit dem Drehbuchautor Beverley Cross. Der ersten Ehe entstammen zwei Söhne, die ebenfalls den Schauspielberuf ergriffen – Christopher Stephens, bekannt unter dem Künstlernamen Chris Larkin (* 1967), und Toby Stephens (* 1969). Smith war mit Laurence Olivier befreundet und eine enge Freundin von Rex Harrison, bei dessen Beerdigung 1990 sie in New York eine Ansprache hielt. Zu ihrem beruflichen Freundeskreis zählten auch Judi Dench, Helen Mirren und Joan Plowright, die Witwe von Olivier.
2008 wurde bei Smith Brustkrebs diagnostiziert. In einem Interview Anfang Oktober 2009 mit der britischen Tageszeitung The Times sprach Smith offen über ihre Krankheit und wie diese Selbstzweifel und Unsicherheit bei ihr geschürt habe: „Er (der Krebs) lässt einen so platt gewalzt zurück. Ich bin nicht sicher, ob ich zur Theaterarbeit zurückkehren könnte, obwohl die Arbeit im Film anstrengender ist. Ich habe Angst davor, jetzt Theater zu spielen“, so Smith, die zum damaligen Zeitpunkt zuletzt in Edward Albees Stück The Lady from Dubuque (2007) im Londoner West End zu sehen gewesen war. Gleichzeitig hoffte sie darauf, dass Alan Bennett ihr eine neue Rolle auf den Leib schreiben würde. Dieser hatte sich einst lobend über sie geäußert: „Die Grenze zwischen Gelächter und Tränen ist […], wo Maggie sie abwägt.“
Maggie Smith starb im September 2024 in London im Alter von 89 Jahren.

## Theaterstücke (Auswahl)
| Jahr    | Theaterstück                     | Rolle                               | Bühne                                               |
| ------- | -------------------------------- | ----------------------------------- | --------------------------------------------------- |
| 1952    | Twelfth Night                    | Viola                               | Oxford University Dramatic Society                  |
| 1952    | He Who Gets Slapped              | n. b.                               | Clarendon Press                                     |
| 1952    | Cinderella                       | n. b.                               | Oxford Playhouse                                    |
| 1953    | Rookery Nook                     | n. b.                               | Oxford Playhouse                                    |
| 1953    | Housemaster                      | n. b.                               | Oxford Playhouse                                    |
| 1953    | Cakes and Ale                    | n. b.                               | Edinburgh Festival Fringe                           |
| 1953    | The Love of Four Colones         | n. b.                               | Oxford Playhouse                                    |
| 1954    | The Ortolan                      | n. b.                               | Maxton Hall                                         |
| 1954    | On The Mile (Revue)              | diverse                             | Edinburgh Festival Fringe                           |
| 1954    | Don’t Listen Ladies              | n. b.                               | Oxford Playhouse                                    |
| 1954    | The Government Inspector         | n. b.                               | Oxford Playhouse                                    |
| 1954    | The Letter                       | A Chinese Boy / The Malaysian Woman | Oxford Playhouse                                    |
| 1954    | A Man About The House            | n. b.                               | Oxford Playhouse                                    |
| 1954    | Oxford Accents                   | n. b.                               | Watergate Theatre                                   |
| 1954    | Theatre 1900                     | n. b.                               | Oxford Playhouse                                    |
| 1954    | Listen to the Wind               | n. b.                               | Oxford Playhouse                                    |
| 1955    | The Magistrate                   | n. b.                               | Oxford Playhouse                                    |
| 1955    | The School for Scandal           | n. b.                               | Oxford Playhouse                                    |
| 1956    | New Faces of 1956 (Revue)        | diverse                             | Ethel Barrymore Theatre (New York)                  |
| 1957    | Share My Lettuce (Revue)         | diverse                             | Lyric Theatre (London) Comedy Theatre (London)      |
| 1958    | The Stepmother                   | Vere Dane                           | St Martin’s Theatre (London)                        |
| 1959    | The Double Dealer                | Lady Plyant                         | Old Vic Company                                     |
| 1959    | Wie es euch gefällt              | Celia                               | Old Vic Company                                     |
| 1959    | Richard II                       | Queen                               | Old Vic Company                                     |
| 1959    | The Merry Wives of Windsor       | Mistress Ford                       | Old Vic Company                                     |
| 1960    | What Every Woman Knows           | Maggie Wylie                        | Old Vic Company                                     |
| 1960    | Die Nashörner                    | Daisy                               | Strand Theatre (London)                             |
| 1960    | Strip the Willow                 | Woman in Question Shows             | Hippodrome (London)                                 |
| 1961    | The Rehearsal                    | Lucile                              | Globe Theatre                                       |
| 1962    | The Private Ear / The Public Eye | Doreen / Belinda                    | Globe Theatre                                       |
| 1963    | Mary, Mary                       | Mary McKellaway                     | Queen’s Theatre                                     |
| 1963    | The Recruiting Officer           | Silvia                              | National Theatre                                    |
| 1964    | Othello                          | Desdemona                           | National Theatre                                    |
| 1964    | The Master Builder               | Hilde Wangel                        | National Theatre                                    |
| 1964    | Hay Fever                        | Myra Arundel                        | National Theatre                                    |
| 1965    | Much Ado About Nothing           | Beatrice                            | National Theatre                                    |
| 1965    | Trelawny of the „Wells“          | Avonia Bunn                         | National Theatre                                    |
| 1965    | Miss Julie                       | Miss Julie                          | National Theatre                                    |
| 1966    | A Bond Honoured                  | Marcela                             | National Theatre                                    |
| 1969    | The Country Wife                 | Margery Pinchwife                   | National Theatre                                    |
| 1970    | The Beaux’ Stratagem             | Mrs. Sullen                         | National Theatre                                    |
| 1970    | Hedda Gabler                     | Hedda Gabler                        | National Theatre                                    |
| 1970    | Three Sisters                    | Masha                               | National-Theatre-Tournee (Los Angeles)              |
| 1971    | Design for Living                | Gilda                               | National-Theatre-Tournee (Los Angeles)              |
| 1972    | Private Lives                    | Amanda Prynne                       | National Theatre                                    |
| 1973    | Peter Pan                        | Peter Pan                           | National Theatre                                    |
| 1974    | Snap                             | Connie                              | Vaudeville Theatre (London)                         |
| 1974/75 | Private Lives                    | Amanda Prynne                       | National-Theatre-Tournee (USA)                      |
| 1976    | The Way of the World             | Millamant                           | Stratford Festival                                  |
| 1976    | Anthony and Cleopatra            | Cleopatra                           | Stratford Festival                                  |
| 1976    | Three Sisters                    | Masha                               | Stratford Festival                                  |
| 1976    | The Guardsman                    | The Actress                         | Stratford Festival / Ahmanson                       |
| 1977    | Ein Sommernachtstraum            | Titania                             | Stratford Festival / Ahmanson                       |
| 1977    | Richard III                      | Queen Elizabeth                     | Stratford Festival                                  |
| 1977    | As You Like It                   | Rosalind                            | Stratford Festival                                  |
| 1977    | Hay Fever                        | Myra Arundell                       | Stratford Festival                                  |
| 1978    | Macbeth                          | Lady Macbeth                        | Stratford Festival                                  |
| 1978    | Private Lives                    | Amanda Prynne                       | Stratford Festival                                  |
| 1979    | Night and Day                    | Ruth Carson                         | ANTA Playhouse (New York)                           |
| 1980    | Much Ado About Nothing           | Beatrice                            | Stratford Festival                                  |
| 1980    | The Seagull                      | Irina Arkadina                      | Stratford Festival                                  |
| 1980    | Virginia                         | Virginia Woolf                      | Theatre Royal Haymarket                             |
| 1984    | The Way of the World             | Millamant                           | Chichester Festival Theatre Theatre Royal Haymarket |
| 1985    | Interpreters                     | Interpreter                         | Queen’s Theatre                                     |
| 1986    | The Infernal Machine             | Jocasta                             | Lyric Theatre                                       |
| 1987    | Coming in to Land                | Halina                              | Lyttleton Theatre                                   |
| 1987    | Lettice and Lovage               | Lettice Douffet                     | Globe Theatre                                       |
| 1990    | Lettice and Lovage               | Lettice Douffet                     | Ethel Barrymore Theatre                             |
| 1993    | The Importance of Being Earnest  | Lady Bracknell                      | Aldwych Theatre (London)                            |
| 1994/95 | Three Tall Women                 | Geriatrie-Patientin                 | Wyndham’s Theatre                                   |
| 1996    | Talking Heads                    | Susan                               | Comedy Theatre                                      |
| 1997    | A Delicate Balance               | Claire                              | Theatre Royal Haymarket                             |
| 1999    | The Lady in the Van              | Miss Shepherd                       | Queen’s Theatre                                     |
| 2002    | The Breath of Life               | Madeleine Palmer                    | Theatre Royal Haymarket                             |
| 2004    | Talking Heads                    | Susan                               | Australien-Tournee                                  |
| 2007    | The Lady from Dubuque            | Elizabeth                           | Theatre Royal Haymarket                             |
| 2019    | A German Life                    | Brunhilde Pomsel                    | Bridge Theatre                                      |

## Filmografie (Auswahl)
- 1958: Gejagt (Nowhere to Go)
- 1962: Diebe haben Vorfahrt (Go to Blazes)
- 1963: Hotel International (The V.I.P.s)
- 1964: Schlafzimmerstreit (The Pumpkin Eater)
- 1965: Othello
- 1965: Cassidy, der Rebell (Young Cassidy)
- 1967: Venedig sehen – und erben … (The Honey Pot)
- 1968: Das Millionending (Hot Millions)
- 1969: Die besten Jahre der Miss Jean Brodie (The Prime of Miss Jean Brodie)
- 1969: Oh! What a Lovely War
- 1972: Reisen mit meiner Tante (Travels with My Aunt)
- 1973: Liebe und Schmerz und das ganze verdammte Zeug (Love and Pain and the Whole Damn Thing)
- 1976: Eine Leiche zum Dessert (Murder by Death)
- 1978: Tod auf dem Nil (Death on the Nile)
- 1978: Das verrückte California-Hotel (California Suite)
- 1981: Quartett (Quartet)
- 1981: Kampf der Titanen (Clash of the Titans)
- 1982: Das Böse unter der Sonne (Evil Under The Sun)
- 1982: Der Missionar (The Missionary)
- 1983: Ein Opa kommt selten allein (Better Late Than Never)
- 1984: Magere Zeiten – Der Film mit dem Schwein (A Private Function)
- 1984: Verheiratet mit einem Star (Játszani kell)
- 1985: Zimmer mit Aussicht (A Room with a View)
- 1987: Die große Sehnsucht der Judith Hearne (The Lonely Passion of Judith Hearne)
- 1987: Talking Heads (Fernsehserie)
- 1991: Hook
- 1992: Sister Act – Eine himmlische Karriere (Sister Act)
- 1993: Plötzlich im letzten Sommer (Suddenly, Last Summer)
- 1993: Der geheime Garten (The Secret Garden)
- 1993: Sister Act 2 – In göttlicher Mission (Sister Act 2)
- 1995: Richard III. (Richard III)
- 1996: Der Club der Teufelinnen (The First Wives Club)
- 1997: Washington Square
- 1999: The Last September
- 1999: Tee mit Mussolini (Tea with Mussolini)
- 1999: Untermieter aus dem Jenseits (Curtain Call)
- 1999: David Copperfield (Fernsehfilm)
- 2001: Harry Potter und der Stein der Weisen (Harry Potter and the Philosopher’s Stone)
- 2001: Gosford Park
- 2002: Die göttlichen Geheimnisse der Ya-Ya-Schwestern (Divine Secrets of the Ya-Ya Sisterhood)
- 2002: Harry Potter und die Kammer des Schreckens (Harry Potter and the Chamber of Secrets)
- 2003: Mein Haus in Umbrien (My House in Umbria)
- 2004: Harry Potter und der Gefangene von Askaban (Harry Potter and the Prisoner of Azkaban)
- 2004: Der Duft von Lavendel (Ladies in Lavender)
- 2005: Harry Potter und der Feuerkelch (Harry Potter and the Goblet of Fire)
- 2005: Mord im Pfarrhaus (Keeping Mum)
- 2007: Geliebte Jane (Becoming Jane)
- 2007: Capturing Mary
- 2007: Harry Potter und der Orden des Phönix (Harry Potter and the Order of the Phoenix)
- 2009: Harry Potter und der Halbblutprinz (Harry Potter and the Half-Blood Prince)
- 2009: Die Kamine von Green Knowe (From Time to Time)
- 2010: Eine zauberhafte Nanny – Knall auf Fall in ein neues Abenteuer (Nanny McPhee and the Big Bang)
- 2010–2015: Downton Abbey (Fernsehserie)
- 2011: Gnomeo und Julia (Gnomeo and Juliet, Sprechrolle)
- 2011: Harry Potter und die Heiligtümer des Todes – Teil 2 (Harry Potter and the deathly Hallows – Part 2)
- 2011: Best Exotic Marigold Hotel (The Best Exotic Marigold Hotel)
- 2012: Quartett (Quartet)
- 2014: My Old Lady
- 2015: Best Exotic Marigold Hotel 2 (The Second Best Exotic Marigold Hotel)
- 2015: The Lady in the Van
- 2018: Tea with the Dames – Ein unvergesslicher Nachmittag (Nothing Like a Dame) (Dokumentarfilm)
- 2019: Downton Abbey
- 2021: Ein Junge namens Weihnachten (A Boy Called Christmas)
- 2022: Downton Abbey II: Eine neue Ära (Downton Abbey: A New Era)
- 2023: The Miracle Club

## Auszeichnungen (Auswahl)
Oscar
- Auszeichnungen

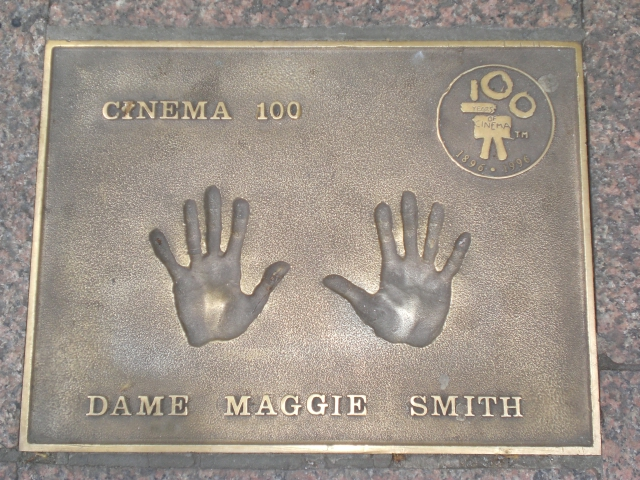
Maggie Smiths Handabdrücke am Leicester Square

  - 1970: Beste Hauptdarstellerin (Die besten Jahre der Miss Jean Brodie)
  - 1979: Beste Nebendarstellerin (Das verrückte California-Hotel)
- Nominierungen
  - 1966: Beste Nebendarstellerin (Othello)
  - 1973: Beste Hauptdarstellerin (Reisen mit meiner Tante)
  - 1987: Beste Nebendarstellerin (Zimmer mit Aussicht)
  - 2002: Beste Nebendarstellerin (Gosford Park)

BAFTA Awards
- Auszeichnungen
  - 1970: Beste Hauptdarstellerin (Die besten Jahre der Miss Jean Brodie)
  - 1985: Beste Hauptdarstellerin (Magere Zeiten – Der Film mit dem Schwein)
  - 1987: Beste Hauptdarstellerin (Zimmer mit Aussicht)
  - 1989: Beste Hauptdarstellerin (Die große Sehnsucht der Judith Hearne)
  - 1993: Special Lifetime Achievement Award
  - 1996: Academy Fellowship
  - 2000: Beste Nebendarstellerin (Tee mit Mussolini)

- Nominierungen
  - 1959: Vielversprechendste Nachwuchsdarstellerin (Gejagt)
  - 1966: Beste britische Darstellerin (Cassidy, der Rebell)
  - 1979: Beste Nebendarstellerin (Tod auf dem Nil)
  - 1980: Beste Hauptdarstellerin (Das verrückte California-Hotel)
  - 1982: Beste Hauptdarstellerin (Quartett)
  - 1984: Beste Fernsehschauspielerin (All for Love: Mrs. Silly)
  - 1989: Beste Fernsehschauspielerin (Talking Heads: Bed Among The Lentils)
  - 1993: Beste Fernsehschauspielerin (Screen Two: Memento Mori)
  - 1994: Beste Nebendarstellerin (Der geheime Garten)
  - 2000: Beste Fernsehschauspielerin (David Copperfield)
  - 2002: Beste Nebendarstellerin (Gosford Park)
  - 2012: Beste Fernsehschauspielerin – Nebenrolle (Downton Abbey)
  - 2016: Beste Hauptdarstellerin (The Lady in the Van)

Golden Globe Award
- Auszeichnungen
  - 1979: Beste Hauptdarstellerin – Komödie oder Musical (Das verrückte California-Hotel)
  - 1987: Beste Nebendarstellerin (Zimmer mit Aussicht)
  - 2013: Beste Nebendarstellerin – Serie, Mini-Serie oder Fernsehfilm (Downton Abbey)

- Nominierungen
  - 1964: Beste Nachwuchsdarstellerin (Hotel International)
  - 1966: Beste Hauptdarstellerin – Drama (Othello)
  - 1970: Beste Hauptdarstellerin – Drama (Die besten Jahre der Miss Jean Brodie)
  - 1973: Beste Hauptdarstellerin – Komödie oder Musical (Reisen mit meiner Tante)
  - 2002: Beste Nebendarstellerin (Gosford Park)
  - 2004: Beste Hauptdarstellerin – Mini-Serie oder TV-Film (Mein Haus in Umbrien)
  - 2012: Beste Nebendarstellerin – Serie, Mini-Serie oder Fernsehfilm (Downton Abbey)
  - 2013: Beste Hauptdarstellerin – Komödie oder Musical (Quartett)
  - 2016: Beste Hauptdarstellerin – Komödie oder Musical (The Lady in the Van)

Emmy
- Auszeichnungen
  - 2003: Herausragende Hauptdarstellerin in einer Miniserie oder einem Film (Mein Haus in Umbrien)
  - 2011: Herausragende Nebendarstellerin in einer Miniserie oder einem Film (Downton Abbey)
  - 2012: Herausragende Nebendarstellerin in einer Dramaserie (Downton Abbey)
  - 2016: Herausragende Nebendarstellerin in einer Dramaserie (Downton Abbey)

- Nominierungen
  - 1993: Herausragende Hauptdarstellerin in einer Miniserie oder einem Special (Great Performances: Plötzlich im letzten Sommer)
  - 2000: Herausragende Nebendarstellerin in einer Miniserie oder einem Film (David Copperfield)
  - 2010: Herausragende Hauptdarstellerin in einer Miniserie oder einem Film (Capturing Mary)
  - 2013: Herausragende Nebendarstellerin in einer Dramaserie (Downton Abbey)
  - 2014: Herausragende Nebendarstellerin in einer Dramaserie (Downton Abbey)

Tony Award
- Auszeichnung
  - 1990: Beste Hauptdarstellerin (Lettice and Lovage)
- Nominierungen
  - 1975: Beste Hauptdarstellerin (Private Lives)
  - 1980: Beste Hauptdarstellerin (Night and Day)

Evening Standard British Film Award
- - 1980: Beste Hauptdarstellerin (Das verrückte California-Hotel)
  - 1982: Beste Nebendarstellerin (Quartett)
  - 1989: Beste Hauptdarstellerin (Die große Sehnsucht der Judith Hearne)
  - 2016: Beste Hauptdarstellerin (The Lady in the Van)

Evening Standard British Theatre Award
- - 1962: Beste Darstellerin (The Private Ear; The Public Eye)
  - 1970: Beste Darstellerin (Hedda Gabler)
  - 1982: Beste Darstellerin (Virginia)
  - 1984: Beste Darstellerin (The Way of the World)
  - 1994: Beste Darstellerin (Three Tall Women)
  - 2019: Beste Darstellerin (A German Life)

Screen Actors Guild Award
- Auszeichnung

2002: Bestes Schauspielensemble (Gosford Park)
2014: Beste Schauspielerin in einer Fernsehserie/Miniserie oder einem Fernsehfilm (Downton Abbey)
- Nominierungen
  - 2012: Beste Darstellerin in einem Fernsehfilm oder Mini-Serie (Downton Abbey)
  - 2013: Beste Darstellerin in einer Fernsehserie – Drama (Downton Abbey)

Alfred-Toepfer-Stiftung
- 1991: Shakespeare-Preis

## Synchronisation
Bis in die 1980er-Jahre wurde Smith von wechselnden Sprecherinnen synchronisiert, darunter Gudrun Genest und Dagmar Altrichter. Bettina Schön sprach Maggie Smith 1986 erstmals und übernahm ab 1996 meistens ihre Synchronisation, z. B. in Zimmer mit Aussicht, Der Club der Teufelinnen und den ersten drei Harry-Potter-Filmen; zwischenzeitlich wurde sie u. a. in den beiden Sister-Act-Filmen von Edith Schneider gesprochen. Nach dem Ruhestand von Bettina Schön 2005 wurde die Synchronisation wieder von verschiedenen Sprecherinnen übernommen; meist erneut von der damals bereits 90-jährigen Edith Schneider (Der Duft von Lavendel sowie in der vierten und fünften Harry-Potter-Verfilmung). Ab 2009 wurde sie hauptsächlich von Barbara Adolph synchronisiert (seit: Harry Potter und der Halbblutprinz) und zuletzt auch zweimal von Ursula Werner.
Da Barbara Adolph 2021 in den Ruhestand ging, wurde Smith auch in Downton Abbey II: Eine neue Ära von Ursula Werner gesprochen.